# Толмазов, Борис Никитич
Борис Никитич Толма́зов (2 [15] июня 1912, Москва — 5 ноября 1985, Москва) — советский театральный режиссёр и актёр, народный артист РСФСР (1954)., лауреат Сталинской премии первой степени (1947).

## Биография

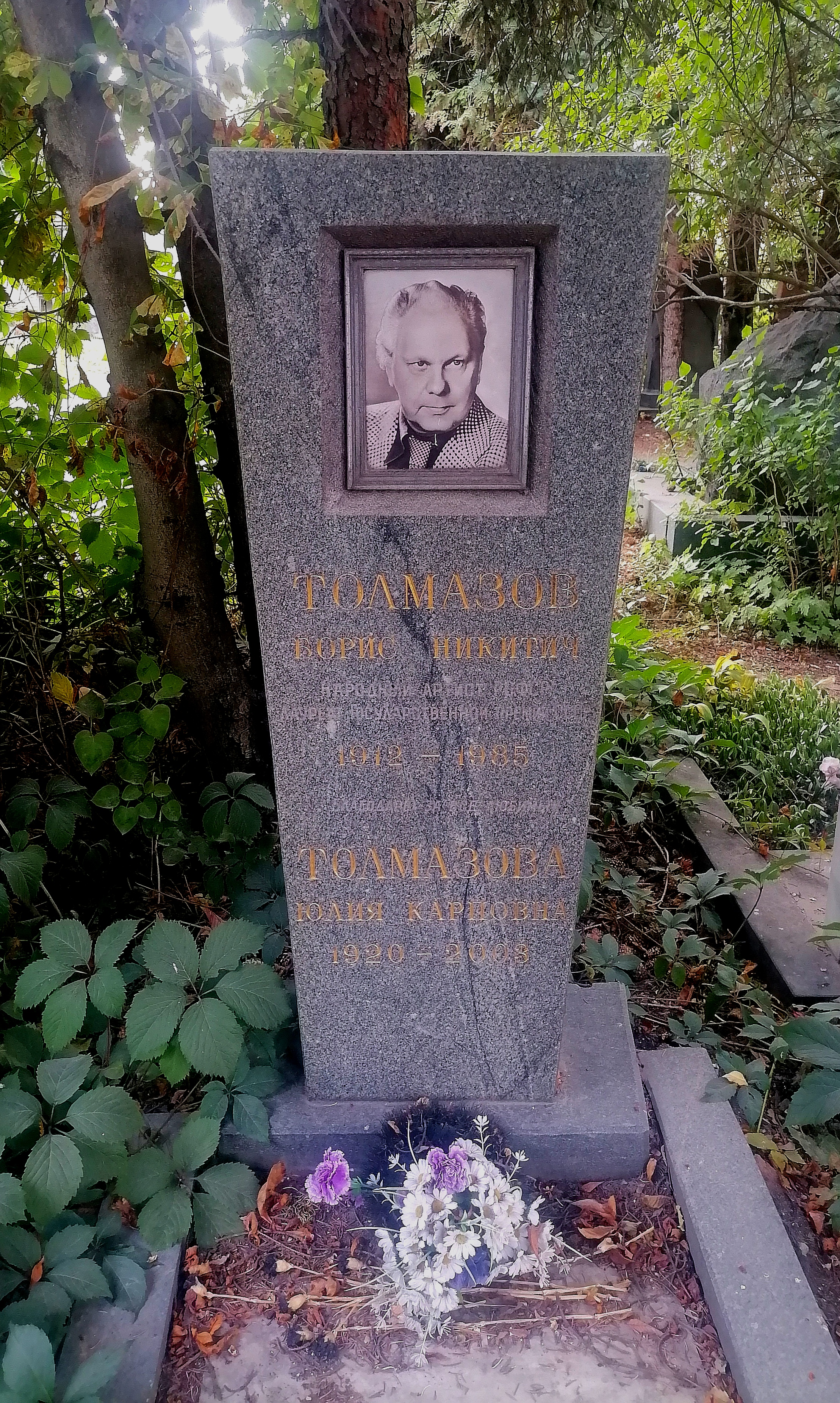
Могила на Кунцевском кладбище

Родился 20 мая (2 июня) 1912 года в Москве. В 1934 году окончил театральное училище при Московском театре Революции и был зачислен в его труппу. В 1960—1962 годах главный режиссёр Ленкома, в 1971—1978 годах — МДТ имени А. С. Пушкина. С 21 ноября 1979 года до конца жизни — артист Государственного академического Малого театра.
В 1969 году поставил телеспектакль «Здравствуйте, наши папы!» Р. Б. Отколенко, в 1971 году — радиоспектакль «Особый рейс» Ю. В. Дубровкиной.
Умер 5 ноября 1985 года в Москве на 74-м году жизни. Похоронен на Кунцевском кладбище (участок № 10).

## Творчество

### Роли в театре

#### Московский академический театр имени В. Маяковского
- «Недоросль» Д. И. Фонвизина — Милон
- 1935 — «Ромео и Джульетта» Шекспира — Меркуцио
- 1930-е — «Гибель эскадры» А. Е. Корнейчука — мичман Кнорисс
- 1936 — «Искусство карьеры» Э. Скриба — Варен
- 1937 — «Собака на сене» Лопе де Вега — Тристан
- «Москвичка» В. М. Гусева — Огоньков
- «Лодочница» Н. Ф. Погодина — Бантышев
- «Весна в Москве» В. М. Гусева — Яша
- 1942 — «Фронт» А. Е. Корнейчука — Сергей Горлов
- 1945 — «Не было ни гроша, да вдруг алтын» А. Н. Островского — Елеся
- 1947 — «Молодая гвардия» А. А. Фадеева — Сергей Тюленин
- «Прага остаётся моей» Ю. Буряковского — Пешек
- 1951 — «Зыковы» М. Горького — Михаил
- «Клоп» В. В. Маяковского — Присыпкин
- 1953 — «Гроза» А. Н. Островского — Кудряш
- 1955 — «Гостиница „Астория”» А. П. Штейна — Вадим Троян
- 1963 — «Нас где-то ждут» А. Н. Арбузова — Григорий Иванович Орёл
- 1963 — «Поворот ключа» М. Кундеры — Иржи Нечас
- 1969 — «Разгром» А. А. Фадеева — дед Пика

#### Малый театр
- 1980 — «Вызов» Г. М. Маркова и Э. Ю. Шима. Режиссёр: В. А. Андреев — Ефремов
- 1982 — «Ревизор» Н. В. Гоголя. Режиссёры: Ю. М. Соломин и Е. Я. Весник — купец Абдулин

### Постановки
- 1959 — «Маленькая студентка» Н. Ф. Погодина
- 1960 — «Цветы живые» Н. Ф. Погодина
- 1961 — «Время любить» Б. С. Ласкина
- 1961 — «Наташкин мост» Э. Брагинского (совместно с О. Ремезом)
- 1962 — «Центр нападения умрёт на заре» Агустина Куссани
- 1963 — «Поворот ключа» М. Кундеры; «Наташкин мост» Э. В. Брагинского
- 1964 — «Перебежчик» П. Л. Тура
- 1966 — «Время тревог» А. Б. Чаковского
- 1971 — «Большая мама» Г. Д. Мдивани
- 1972 — «Легенда о Паганини» В. Ф. Балашова
- 1974 — «Последние дни» М. А. Булгакова
- 1975 — «Судьба человека» М. А. Шолохова
- 1976 — «Каменное гнездо» Х. Вуолийоки

### Фильмография
- 1939 — Доктор Калюжный — Кузьма Калюжный
- 1940 — Весенний поток — Леонид Шилов
- 1940 — Случай в вулкане — Инструктор
- 1946 — Центр нападения — Семён
- 1947 — Свет над Россией — красноармеец Ласточкин
- 1955 — Солдат Иван Бровкин — командир батареи
- 1959 — Иван Бровкин на целине — командир батареи
- 1963 — Русский лес — Иван Матвеевич Вихров
- 1969 — Здравствуйте, наши папы ! (фильм-спектакль) — Москальков
- 1972 — Нежданный гость — Василий Григорьевич Захарченко

### Озвучивание мультфильмов
Обладая уникальным, неповторимым голосом, Борис Толмазов также озвучивал роли во многих детских радиоспектаклях и мультфильмах:
- 1940 — Ивась — Ивась
- 1957 — Тихая пристань
- 1958 — Кошкин дом — Рассказчик
- 1959 — Три дровосека — Рассказчик

## Награды и премии
- заслуженный артист Узбекской ССР (1943)
- заслуженный артист РСФСР (5.11.1947)
- народный артист РСФСР (29.1.1954)
- Сталинская премия первой степени (1947) — за исполнение роли Сергея Тюленина в спектакле «Молодая гвардия» А. А. Фадеева
- медаль «За оборону Москвы» (1946)
- медаль «За доблестный труд в Великой Отечественной войне 1941—1945 гг.» (1946)
- медаль «В память 800-летия Москвы» (1948)